# Earmaster
EarMaster est un logiciel propriétaire pour l'apprentissage musical créé en 1996 par l'éditeur danois Miditec, rebaptisé EarMaster ApS en 2005. La première version du programme fonctionnait sous le système DOS, mais EarMaster a depuis été porté vers les OS Windows et Mac OS X. EarMaster est un outil se concentrant principalement sur le travail de l’oreille musicale relative et la mise en pratique des disciplines du solfège. EarMaster est disponible en version 5, et le programme se décline en trois éditions traduites en 23 langues : EarMaster Essential 5 (version d’entrée de gamme), EarMaster Pro 5 (version standard) et EarMaster School 5 (version pour l’enseignement musical). 

## Contenu pédagogique
EarMaster 5.0 propose trois modes d’entraînement : deux ensembles de leçons appelés « tuteurs », et un mode d’entraînement personnalisé permettant de spécifier le contenu d’une leçon. Le tuteur standard propose des leçons générales destinées aux musiciens de tous niveaux et genres musicaux, tandis que le tuteur jazz se concentre sur des particularités de la musique jazz (harmonie et rythme). Les activités proposées dans le programme sont le chant d’intervalles, la comparaison d’intervalles, l’identification d’intervalles, l’identification de gammes et de modes, l’identification d’accords (dont inversions), de progressions harmoniques et de cadences, l’imitation de rythmes, la lecture et l’interprétation d’une partition rythmique, la précision rythmique (recherche d’erreurs), et enfin des dictées mélodiques et rythmiques. 
Pour interagir avec le programme, l’utilisateur peut se servir d’interfaces visuelles (portée, piano, guitare, basse, violon, violoncelle, contrebasse, et autres instruments à cordes), de réponses à choix-multiples, ou bien brancher un instrument MIDI ou un microphone pour jouer et chanter les réponses aux questions posées. 
Les résultats de l’utilisateur sont enregistrés automatiquement dans le logiciel et consultable dans une fenêtre de statistiques détaillées. 

## Aspects techniques
EarMaster 5 est distribué sous la forme d’un CD-Rom et le fichier exécutable est d’environ 12 à 14MB en fonction de la version installée. Le programme est compatible avec les systèmes d’exploitation de Microsoft (Windows 98, Me, 2000, XP, Vista et 7) et d’Apple (Mac OS 10.4, 10.5 et 10.6, processeurs Intel et Power PC). À ce jour, les logiciels EarMaster ont été traduits en 23 langues. 
La version académique de EarMaster, EarMaster School 5, peut être installée en réseau et propose des fonctionnalités destinées aux professeurs et écoles de musique. Cette version permet notamment de créer des ensembles de leçons et des tests couvrant plusieurs activités, de suivre la progression des élèves, ou encore de répartir les élèves en classes. Les leçons créées avec EarMaster School 5 sont utilisables dans les versions Pro et Essential, et permettent ainsi un enseignement musical interactif à distance.

## Historique
Le prototype de EarMaster était une application DOS programmée en 1994 par Hans Lavdal Jakobsen, programmeur originaire du Danemark. La première version commercialisée fut EarMaster 1.0, sortie en 1996 par l’éditeur danois Miditec, et distribuée en Scandinavie par la société Roland. EarMaster 2.0 vit le jour en 1997, suivi de la première version destinée à l’enseignement musical : EarMaster School 2.5, préparée en partenariat avec 29 professeurs de musique. EarMaster Pro 4.0 et EarMaster School 4.0 suivirent en l’an 2000 et proposèrent une nouvelle interface et de nouvelles options. En 2005, EarMaster 5.0 fut lancé, et marqua par la même occasion un changement de nom pour l’éditeur qui passa de Miditec à EarMaster ApS. 

## Utilisateurs notables
- Université de Heidelberg (Allemagne)
- École de musique de la US Navy (États-Unis)
- Université du Nevada à Reno (États-Unis)
- Université de l’État du Kansas (États-Unis)
- ESMUC Escuela de Música de Cataluña (Espagne)
- Conservatorio Superior Joaquín Turina de Madrid (Espagne)
- École de musique de la ville de Challans (France)
- CEGEP de Sherbrooke (Canada)
- CEGEP de Saint-Laurent (Canada)
- Conservatoire National supérieur de Hanoï (Vietnam)
- Conservatoire supérieur de Lisbonne (Portugal)
- Université de Leeds (Grande-Bretagne)
- Université Paris-Est-Marne-la-Vallée (France)